# Blackpink
 (транскр.  Блекпинк) јужнокорејска је девојачка група коју је основао YG Entertainment. Чине је четири чланице: Лиса, Розе, Џени и Џису. Препознате су као водеће личности у корејском таласу и популаризацији кеј-попа. Више публикација их је назвало најпознатијом девојачком групом на свету.
Blackpink је једна од најпродаванијих девојачких група икада, са преко 40 милијарди стримова и 20 милиона продатих албума. Представљају прву групу из Азије која је била главни извођач на фестивалу Coachella. Добитнице су више награда, док их је неколико иностраних часописа назвало најзначајнијим извођачима. Председник Јужне Кореје Мун Џеин их је назвао значајним чиниоцем популаризације кеј-попа и корејске културе широм света.

## Историја

### 2016: Деби,Square OneиSquare Two
Промотивна припрема је почела августа 2016. изласком тизер слика и појављивањем у песмама и рекламама. YG ентертејнмент је открио финалну поставу и име групе 29. јуна 2016. године.
Блекпинк је постала прва герл група која је након седам година дебитовала за YG ентертејнмент (након 2NE1), а деби сингл албум Square One изашао је 8. августа 2016. године. Прва насловна песма, Whistle, „минималистичка хип-хоп нумера”, дело је продуцената Тедија Парка и Фјучер Баунса, а написали су је Теди Парк, Би-Ај из Ајкона, и Бека Бум. Другу насловну песму, Boombayah, продуцирао је Теди Парк, а у писању је учествовала и Бека Бум. Музички спот је режирао Сео Хјун-сонг. Две насловне нумере нашле су се на првој и другој позицији Билбордовог чарта Ворлд диџитал сонгс, а Блекпинк је увелико најбржи извођач којем је овако нешто пошло за руком, те трећи корејски уметник или група која је држала прве две позиције — након Саја и Биг бенга. Whistle је био на првом месту по дигиталним, даунлоуд, стриминг и мобилним чартовима Гаона (август 2016). Такође су били на првом месту на седмичним, популарним, музичким и кеј-поп чартовима музичких видеа у Кини, према највећем веб-сајту за стримовање музике QQ Music. Блекпинков први музички наступ емитовао је 14. августа 2016. SBS-ов Inkigayo. Освојили су прво место на Inkigayo-у 13 дана након дебија, те оборили рекорд за најкраће време које је герл групи било потребно за победу у музичком програму након дебија. Своју промоцију су 11. септембра 2016. завршили за Square One, другом победом на Inkigayo-у.
Блекпинк је потом, 1. новембра 2016, објавио свој други сингл албум — Square Two, са водећим сингловима Playing with Fire и Stay. Песме је продуцирао Теди Парк, са Ар Тијем и Сеоом Воном Џином. Повратак на Inkigayo су имали 6. новембра, а на Mnet-ов M Countdown 10. новембра 2016. године. Playing with Fire је био њихов други сингл који се попео на прву позицију Билбордове листе Ворлд диџитал сонгс. У Јужној Кореји, Playing with Fire је рангиран као трећи, док је Stay доспео до десете позиције.
Успешна дебитантска година Блекпинка донела је групи неколико награда за најбољег новог уметника године на великим корејским церемонијама доделе, укључујући Мелон мјузик, Голден диск и Сеул мјузик. Поред овога, Билборд их је именовао за другу најбољу кеј-поп групу 2016. године.

### 2017:As If It's Your Lastи јапански деби
Дана 16. маја 2017, објављено је да ће Блекпинк дебитовати у Јапану лета 2017, а дебитантски наступ је заказан за 20. јул у Нипон Будокану у Токију; мини-албум је издат 9. августа. Концерту је присуствовало преко 14.000 људи, а објављено је да је око 200.000 желело да добије улазницу. Исечак музичког спота за јапанску верзију Boombayah емитован је на ТВ-у у Јапану 17. маја. Датум изласка албума је касније промењен у 30. август.
Блекпинк је 22. јуна издао нови дигитални сингл насловљен As If It's Your Last. Песма је описана као „мешавина жанрова хаус, реге и мумбатон музике”, што је другачији звук од оног који се до тада могао чути од Блекпинка. Песма је дебитовала као број један на Билбордовом чарту Ворлд диџитал сонг, 22. јуна — само дан након трекинга, као њихов трећи број један на овој листи. Унутар само 17 сати од изласка, музички спот за As If It's Your Last добио је преко 11 милиона прегледа на Јутјубу, и постао најбржи музички видео који је прешао 10 милиона прегледа а чији је аутор кеј-поп група, чиме је срушен претходни рекорд који је држао Би-Ти-Ес са песмом Not Today која је до 10 милиона стигла за 21 сат. Исто тако, музички видео је постао други најгледанији онлајн видео у прва 24 сата једног корејског извођача, са преко 13,3 милиона прегледа после дана од објављивања (први је Сајев хит Gentleman).
Група је имала званични јапански деби 30. августа 2017, изласком њиховог ЕП-а који носи назив Blackpink. ЕП је дебитовао на врху чарта Орикон албумс, са 39.000 физичких копија продатих током прве недеље, чиме је група постала трећи страни уметник на врху чарта а са деби издањем (након t.A.T.u.-овог хита 200 km/h in the Wrong Lane из 2002. и 2NE1-овог хита Nolza из 2011. године).

## Бренд
Након три седмице од дебија, Блекпинк је посао други уметник (иза Егзоа) са репутацијом бренда, на основу студије Корејског института за корпоративну репутацију (август 2016). Друга студија која се бави герл групама открила је да је утицај групе као бренда већ превазишао онај SNSD-а и Твајса (септембар 2016). Главни у истраживачкој лабораторији за репутацију описао је фит као „први”. Маја 2017, Блекпинк је постао амбасадор за Инчеон мејн кастомс. Група је такође подржала и неколико других брендова, укључујући Рибок, Муншот, Ст. Скот Лондон и Лоте Треви минералну воду. Чланице су радиле и као манекенке за велике магазине, међу којима и Најлон Јапан, јужнокорејски Ферст лук, те сингапурски Тинејџ.

## Састав
- Ким Џи-су (кореј. 김지수, Kim Ji-soo), позната као Џису, рођена је у Квачхану (Кјангидо, Јужна Кореја). Годиште: 3. јануар 1995. (30 год.)[50][51]
Џису се придружила YG ентертејнменту као аматерка, јула 2011.[52] SBS је 1. фебруара 2017. објавио да ће Џису бити нови ем-си за Inkigayo (5. фебруар 2017), заједно са Џин-јангом из бој бенда GOT7 и До-јангом из бенда NCT.[53]
- Ким Џени (кореј. 김제니, Gim Jeni), позната као Џени, рођена је у Каннаму (Сеул, Јужна Кореја). Годиште: 16. јануар 1996. (29 год.)[50]
Џени је студирала у иностранству, на Новом Зеланду,[51] пре него што се придружила породици YG у августу 2010.[52] Истакла се у песмама као што су Џи-Драгонов хит Black, Сеунријева песма GG Be (지지베) и Ли Хајев Special.[54]
- Розана Парк или Парк Чае-јанг (кореј. 박채영), позната као Розе, рођена је у Окланду (Нови Зеланд). Годиште: 11. фебруар 1997. (28 год.)[55][56]
Преселила се са својом породицом у Аустралију када је имала седам година, а одрастала је у Мелбурну.[57] Завршила је као прва на неколико аудиција YG-а у Аустралији, а агенцији се придружила маја 2012. године.[52] Пре овога, појавила се у Џи-Драгоновој песми Without You (결국), потписана као „? of YG New Girl Group” (у преводу: „? YG-ове нове герл групе”).
- Лалиса Манобан[58],[59] позната као Лиса, рођена је у Бангкоку (Тајланд). Годиште: 27. март 1997. (27 год.)[50][51]
Почела је да плеше као девојчица и била је чланица групе која се звала „Ви за кул” (енгл. We Zaa Cool), поред Бамбама из састава GOT7.[50][60] Лиса је била једина особа која је примљена у YG ентертејнмент током аудиције, на Тајланду 2010; агенцији се придружила априла 2011,[52] када је постала прва YG-ова некорејска уметница.[61] Ради као модел за YG-ов бренд одеће, NONAGON.[62]

## Дискографија

### ЕП
| Square Two                                                                         | - Излазак: 1. новембар 2016. - Издавач: YG Entertainment - Језик: корејски - Формат: дигитално преузимање       | — | 13 | 2 | - САД: 7.000                               |
| Blackpink                                                                          | - Излазак: 30. август 2017. - Издавач: YGEX - Језик: јапански - Формат: ЦД, дигитално преузимање                | 1 | —  | — | - ЈАП: 53.225                              |
| Корејски                                                                           | |   |    |   |                                            |
| Square Up                                                                          | - Излазак: 15. 6. 2018. - Издавач: YG ентертејнмент - Формати: ЦД, дигитално преузимање                         | 8 | 40 | 1 | - КОР: 255.476 - ЈАП: 16.397 - САД: 14.000 |
| Kill This Love                                                                     | - Излазак: 5. април 2019. - Издавач: YG ентертејнмент - Формати: ЦД, дигитално преузимање                       | — | —  | — | - КИН: 210.086                             |
| Јапански                                                                           | |   |    |   |                                            |
| Blackpink                                                                          | - Излазак: 30. август 2017. - Рипекинг: 28. март 2018. - Издавач: YGEX - Формати: ЦД, ДВД, дигитално преузимање | 8 | —  | 1 | - ЈАП: 81.450                              |
| „—” означава издања која се нису нашла на чарту или нису издата на тој територији. | |   |    |   |                                            |

### Синглови
| Наслов | Год. | Пик позиције на чартовима | Пик позиције на чартовима | Пик позиције на чартовима | Пик позиције на чартовима | Пик позиције на чартовима | Пик позиције на чартовима | Пик позиције на чартовима | Пик позиције на чартовима | Пик позиције на чартовима | Пик позиције на чартовима | Продаја                       | Албум                  |
| Наслов | Год. | КОР ‍                      | КАН ‍                      | КИН ‍                      | ФИН ‍                      | ФРА ‍                      | ЈАП ‍                      | МЛЗ ‍                      | НЗ (хит.)                 | САД (баб.)                | САД (свет)                | Продаја                       | Албум                  |
| --- | ---- | ------------------------- | ------------------------- | ------------------------- | ------------------------- | ------------------------- | ------------------------- | ------------------------- | ------------------------- | ------------------------- | ------------------------- | ----------------------------- | ---------------------- |
| Boombayah (кореј. ) | 2016 | 7                         | —                         | 22                        | 21                        | 196                       | 15                        | *                         | —                         | —                         | 1                         | - КОР: 605.048 - САД: 6.000   | Blackpink              |
| Whistle (кореј. ) | 2016 | 1                         | —                         | 12                        | 24                        | —                         | —                         | *                         | —                         | —                         | 2                         | - КОР: 1.399.935 - САД: 6.000 | сингл без албума       |
| Playing with Fire (кореј. ) | 2016 | 3                         | 92                        | 17                        | —                         | —                         | 81                        | *                         | —                         | —                         | 1                         | - КОР: 1.806.612 - САД: 4.000 | Square Two             |
| Stay | 2016 | 10                        | —                         | 48                        | —                         | —                         | —                         | *                         | —                         | —                         | 4                         | - КОР: 246.200 - САД: 3.000   | сингл без албума       |
| As If It's Your Last (кореј. ) | 2017 | 3                         | 45                        | 3                         | 5                         | 180                       | 19                        | 4                         | 3                         | 13                        | 1                         | - КОР: 1.122.838 - САД: 9.000 | сингл без албума       |
| Ddu-Du Ddu-Du (кореј. ) | 2018 | 1                         | 22                        | —                         | —                         | 95                        | 7                         | —                         | —                         | 55                        | 1                         | - САД: 7.000                  | Square Up              |
| Kill This Love | 2019 | —                         | —                         | —                         | —                         | —                         | —                         | —                         | —                         | —                         | —                         |                               | Kill This Love         |
| Јапански |      |                           |                           |                           |                           |                           |                           |                           |                           |                           |                           |                               |                        |
| Ddu-Du Ddu-Du | 2018 | —                         | —                         | —                         | —                         | —                         | 7                         | —                         | —                         | —                         | —                         | - ЈАП: 33.784                 | Blackpink in Your Area |
| „—” означава издања која се нису нашла на чарту или нису издата на тој територији. „*” означава да чарт није постојао у то време. |      |                           |                           |                           |                           |                           |                           |                           |                           |                           |                           |                               |                        |

1. ↑  Малезија RIM Charts је први пут издат 30. децембра 2016.

### Остале песме
| Наслов                  | Год. | Пикови | Продаја       | Албум      |
| Наслов                  | Год. | КОР    | Продаја       | Албум      |
| ----------------------- | ---- | ------ | ------------- | ---------- |
| Whistle (Acoustic Ver.) | 2016 | 88     | - КОР: 31.423 | Square Two |
| Forever Young           | 2018 | 2      | Н/Д           | Square Up  |
| Really                  | 2018 | 18     | Н/Д           | Square Up  |
| See U Later             | 2018 | 26     | Н/Д           | Square Up  |

## Видеографија

### Музички спотови
| Год. | Наслов                         | Режисер       |
| ---- | ------------------------------ | ------------- |
| 2016 | Whistle (кореј. )              | Беомџин Џеј   |
| 2016 | Boombayah (кореј. )            | Сео Хјун-сонг |
| 2016 | Playing with Fire (кореј. )    | Сео Хјун-сонг |
| 2016 | Stay                           | Ха Са-мин     |
| 2017 | As If It's Your Last (кореј. ) | Сео Хјун-сонг |
| 2017 | Playing with Fire (JP Ver.)    | Сео Хјун-сонг |
| 2017 | Whistle (JP Ver.)              | Беомџин Џеј   |
| 2017 | Stay (JP Ver.)                 | Хан Са-мин    |
| 2017 | Boombayah (JP Ver.)            | Сео Хјун-сонг |
| 2017 | As If It's Your Last (JP Ver.) | Сео Хјун-сонг |
| 2018 | Ddu-Du Ddu-Du (кореј. )        | Сео Хјун-сонг |
| 2019 | Kill This Love                 | Сео Хјун-сонг |

## Филмографија

### ТВ
| Год. | Наслов                        | Мрежа | Чланице | Улога    | Напомене                               | Р       |
| ---- | ----------------------------- | ----- | ------- | -------- | -------------------------------------- | ------- |
| 2017 | Inkigayo                      | SBS   | Џису    | ем-си    | епизоде 898—данас                      | [ 53 ]  |
| 2017 | K-pop Star 6: The Last Chance | SBS   | све     | камео    | епизода 13                             | [ 109 ] |
| 2017 | King of Mask Singer           | MBC   | Розе    | такмичар | епизоде 103—104 (као „Циркус девојка”) | [ 110 ] |